# Сант'Антуоно (Авелино)
Сант'Антуоно је насеље у Италији у округу Авелино, региону Кампанија.
Према процени из 2011. у насељу је живело 15 становника. Насеље се налази на надморској висини од 603 м.